# Craniata (Brachiopodes)
Pour l’article homonyme, voir Craniata (Chordés).
Classe
Les Craniata sont une classe de brachiopodes connue depuis la fin du Cambrien il y a environ 500 Ma (millions d'années) et dont l'un des trois ordres qui lui sont rattachés, les Craniida, est représenté par des espèces encore vivantes.

## Systématique
La classe des Craniata a été créée en 1996 par Alwyn Williams (d) (1921-2004), Sandra J. Carlson (d), C. Howard C. Brunton (d), Lars E. Holmer (d) et Leonid E. Popov (d).

## Description
Ces brachiopodes de forme arrondie et aplatie sont toujours fixés à un substrat induré. Ils ont souvent fixés sur d'autres coquillages (voir photo) ou sur des individus de la même espèce.

## Confusion possible
Ce groupe des Craniata s'appelait autrefois les craniformes. Leur nouveau nom est homonyme de celui proposé pour un clade de Chordés : Craniata.

## Liste des ordres
- Craniida Waagen, 1885
- † Craniopsida Gorjansky & Popov, 1985
- † Trimerellida